# Muzikál ze základní
Muzikál ze základní (v anglickém originále Elementary School Musical) je 1. díl 22. řady (celkem 465.) amerického animovaného seriálu Simpsonovi. Scénář napsal Tim Long a díl režíroval Mark Kirkland. V USA měl premiéru dne 26. září 2010 na stanici Fox Broadcasting Company a v Česku byl poprvé vysílán 12. května 2011 na stanici Prima Cool.

## Děj
Když Homer, Líza a její přátelé sledují vyhlášení laureátů Nobelovy ceny, jsou ohromeni zprávou, že cenu za mír získal Šáša Krusty. Krusty si vybere Homera, aby ho doprovodil do Osla na slavnostní předávání cen, a Homer se rozhodne vzít s sebou i Barta. Jejich letadlo přistane v Haagu a vyjde najevo, že vyhlášení ceny za mír byla lest, která měla Krustyho přivést na místo, aby mohl být souzen Mezinárodním soudním dvorem za své zavrženíhodné chování na veřejnosti v průběhu let, jako například shození opice z Eiffelovy věže v Paříži a krádež vystoupení místního klauna v Haagu. Homer a Bart zoufale hledají jakýkoli důkaz, který by prokázal, že Krusty skutečně přispěl lidstvu, a nakonec tvrdí, že jeho odmítnutí vystoupit ve Slunečním městě, protože chtěl bramborové lupínky, přímo vedlo k rozhodnutí jihoafrické vlády propustit Nelsona Mandelu z vězení. Přestože tyto dva incidenty spolu nijak nesouvisejí, soud tento argument přijme a Krustyho propustí na svobodu a ten okamžitě vyhledá nejbližší místo, kde si může koupit marihuanu – soudní bufet. 
Mezitím Marge překvapí Lízu tím, že ji pošle na týden na umělecký tábor. Tam se s chutí ponoří do hudby a divadla a seznámí se s několika táborníky, kteří rádi pronikají do písní, a se dvěma hipsterskými poradci Ethanem a Kurtem, již hrají na kytaru. Když si ji Marge na konci týdne odveze domů, Líza má problém přizpůsobit se normálnímu životu a hledá příležitost, jak projevit svou nově probuzenou tvůrčí stránku. Uteče z domova a vyhledá Ethana a Kurta ve Sprooklynu, který poradci popisují jako „umělecké ohnisko Springfieldu“. Brzy však zjistí, že si tuto oblast, která je ve skutečnosti zchátralým slumem, hrubě zveličili a že ve skutečnosti pracují v obchodě se sendviči. Zazpívají píseň o těžkostech uměleckého života, během níž je Krusty zmlácen za to, že omylem oznámil, že je vězeňský donašeč. Ethan a Kurt ji povzbuzují, aby se vrátila k rodině a přemýšlela o tom, že se pokusí prosadit jako umělkyně, až bude starší. Když si Marge přijede pro Lízu domů, Ethan a Kurt se pochlubí nástěnnou malbou, kterou namalovali na její počest a která zabírá celou stranu budovy.

## Produkce
Díl napsal Tim Long a režíroval jej Mark Kirkland. V epizodě hostují Lea Micheleová, Cory Monteith a Amber Rileyová ze seriálu Glee společnosti Fox a objevil se v ní také fyzik Stephen Hawking. Členové Flight of the Conchords Jemaine Clement a Bret McKenzie nejprve zkoušeli své repliky po telefonu s Nancy Cartwrightovou, dabérkou Barta, než odletěli do Spojených států, aby nahráli své role pro díl. Clement, jenž je fanouškem seriálu od doby, kdy byl poprvé vysílán jako skeč v The Tracey Ullman Show, uvedl, že on a McKenzie budou hrát nové postavy, nikoliv sami sebe: „Byli jsme nadšení. Nebudeme hrát sami sebe, protože většina lidí nebude vědět, kdo jsme, ale budou vypadat jako žluté verze nás samých. Hrajeme poradce na uměleckém táboře, na který jede Líza. Je to docela sranda. Prostě jsme šli do studia a nahráli to, ale jo, fakt nám to lichotilo.“.

## Kulturní odkazy
V úvodní části se Otto Mann objevuje v autobuse podobném Partridge Family, zatímco tabulový gag odkazuje na film Počátek. Členové sboru zpívají verzi písně „Good Vibrations“ od The Beach Boys. Šáša Krusty měl na Super Bowlu „vsuvku“, objevil se v seriálu The Electric Company a byl viděn, jak používá dítě jako živý štít podobně jako postava Grega Stillsona z knihy Mrtvá zóna. Líza poslouchá veřejnoprávní rozhlasový pořad This American Life, který namluvil Ira Glass. Také Ethan a Kurt mají na stěně svého bytu mapu Středozemě.

## Přijetí
Díl byl původně vysílán 26. září 2010 ve Spojených státech na stanici Fox. Díl zhlédlo 7,8 milionu domácností a získal podle společnosti Nielsen rating 3,7/8 v demografické skupině 18–49. Muzikál ze základní se umístil na 23. místě v demografické skupině 18–49 v daném týdnu.
Emily VanDerWerffová z The A.V. Clubu udělila epizodě známku C+. Ačkoli vyjádřila spokojenost s mnoha aspekty epizody, například s vývojem postavy Lízy Simpsonové, VanDerWerffová kritizovala písně, které v epizodě zazněly. V reakci na vystoupení Jemaina Clementa a Breta McKenzieho ze skupiny Flight of the Conchords uvedla: „Netuším, jestli autoři napsali nové písničky pro dva chlápky z Flight of the Conchords, aby je zazpívali (…), ale písničky, které zpívali, byly dost slabé.“. Podobně kriticky se VanDerWerffová vyjádřila i k hostujícím Micheleové, Rileyové a Monteithovi: „Přizvání dětí z Glee, aby zazpívaly píseň ‚Good Vibrations‘, která byla upřímně řečeno příšerná, mi většinou připadalo jako pokus o hostující hvězdy v nic neříkajících rolích, aby mohly být propagovány.“.
Naproti tomu Brad Trechak z TV Squad měl pocit, že Muzikál ze základní byl příjemným začátkem 22. řady seriálu, a opáčil, že vystoupení Clementa a McKenzieho bylo vrcholem dílu.
Podobně Eric Hochberger z TV Fanatic napsal: „Vlastně se nám líbilo, jak Bret a Jemaine včera večer dělali to, co jim jde nejlépe: hráli charakterizované verze sebe sama. Na rozdíl od dětí z Glee dostalo naše oblíbené duo z Nového Zélandu slušné písničky a několik docela dobrých hlášek.“. Hochberger udělil epizodě 3,5 hvězdičky z 5.